# Малыкай
Малыка́й (якут. Маалыкай) — село в Нюрбинском районе Республики Саха (Якутия) России. Административный центр и единственный населённый пункт Бордонского наслега.

## География
Село находится в западной части региона, в пределах восточной части Верхневилюйского плато, на левом берегу реки Марха, на расстоянии примерно 66 км (по прямой) к северо-западу от города Нюрба, административного центра района. Абсолютная высота — 132 м над уровнем моря.
Климат
характеризуется как резко континентальный, с продолжительной морозной зимой и жарким летом. Абсолютный минимум температуры воздуха самого холодного месяца (января) составляет −61 °C; абсолютный максимум самого тёплого месяца (июля) — 40 °C. Среднегодовое количество атмосферных осадков составляет 260—280 мм. Снежный покров держится в течение 210—225 дней в году.
Часовой пояс
Село Малыкай находится в часовой зоне МСК+6. Смещение применяемого времени относительно UTC составляет +9:00.

## Население
| 1989  | 2002  | 2010  | 2012  | 2013  | 2014  | 2015  |
| ----- | ----- | ----- | ----- | ----- | ----- | ----- |
| 1900  | ↗1972 | ↘1918 | ↘1889 | ↘1840 | ↘1790 | ↗1792 |
| 2016  | 2017  | 2018  | 2019  | 2020  | 2021  |       |
| ↘1750 | ↘1748 | ↘1714 | ↗1730 | ↘1689 | ↗1697 |       |

Половой состав
По данным Всероссийской переписи населения 2010 года, в гендерной структуре населения мужчины составляли 49,8 %, женщины — соответственно 50,2 %.
Национальный состав
Согласно результатам переписи 2002 года, в национальной структуре населения якуты составляли 87 % из 1972 чел.

## Улицы
| - ул. Антонова, - ул. Берёзовая, - пер. Гагарина, - ул. Гагарина, - ул. Даниловой, - ул. Ксенофонтова, - ул. Кэнчээри, | - пер. Ленина, - ул. Ленина, - ул. Лесная, - ул. Малыкайская, - ул. Манчары, - пер. Механизаторов, - ул. Механизаторов, | - ул. Мегежекского, - ул. Молодёжная, - ул. Ойунского, - ул. Октябрьская, - ул. Парковая, - ул. Петрова, - ул. Портовская, | - ул. Прокопьева, - ул. Советская, - пер. Степана Васильева, - ул. Степана Васильева, - ул. Строительная, - ул. Таёжная, - ул. Южная. |

## Инфраструктура
В селе действуют средняя общеобразовательная школа, детский сад, участковая больница, детская музыкальная школа, библиотека, культурный центр «Дьөһөгөй Айыы» (переводится как Джёсёгей тойон — божество-покровитель лошадей и рогатого скота).